# Чокадинці
45°30′ пн. ш. 18°26′ сх. д. / 45.50° пн. ш. 18.44° сх. д.
Чокадинці (хорв. Čokadinci) — населений пункт у Хорватії, в Осієцько-Баранській жупанії у складі громади Чепин.

## Населення
Населення за даними перепису 2011 року становило 173 осіб.
Динаміка чисельності населення поселення:

## Клімат
Середня річна температура становить 11,06 °C, середня максимальна – 25,50 °C, а середня мінімальна – -6,08 °C. Середня річна кількість опадів – 671 мм.
| Клімат поселення                              | Клімат поселення | Клімат поселення | Клімат поселення | Клімат поселення | Клімат поселення | Клімат поселення | Клімат поселення | Клімат поселення | Клімат поселення | Клімат поселення | Клімат поселення | Клімат поселення | Клімат поселення |
| Показник                                      | Січ.             | Лют.             | Бер.             | Квіт.            | Трав.            | Черв.            | Лип.             | Серп.            | Вер.             | Жовт.            | Лист.            | Груд.            |                  |
| Середній максимум, °C                         | 5,72             | 7,97             | 12,58            | 17,18            | 22,35            | 25,36            | 25,50            | 24,96            | 20,80            | 15,40            | 9,47             | 5,50             |                  |
| Середня температура, °C                       | −0,19            | 2,09             | 6,70             | 11,30            | 16,45            | 19,46            | 21,38            | 20,84            | 16,68            | 11,30            | 5,31             | 1,40             |                  |
| Середній мінімум, °C                          | −6,08            | −3,8             | 0,80             | 5,40             | 10,55            | 13,56            | 17,26            | 16,72            | 12,54            | 7,20             | 1,20             | −2,7             |                  |
| Норма опадів, мм                              | 43               | 39               | 40               | 52               | 61               | 86               | 63               | 61               | 51               | 58               | 65               | 52               |                  |
| Середньомісячна швидкість вітру, м/с          | 2.27             | 2.50             | 2.80             | 2.70             | 2.40             | 2.20             | 2.16             | 2.00             | 1.97             | 2.10             | 2.20             | 2.30             |                  |
| Середньомісячна сонячна радіація, кДж/м²·день | 4228             | 6928             | 10906            | 15389            | 19397            | 21471            | 22301            | 20367            | 14977            | 9338             | 4795             | 3524             |                  |
| --------------------------------------------- | ---------------- | ---------------- | ---------------- | ---------------- | ---------------- | ---------------- | ---------------- | ---------------- | ---------------- | ---------------- | ---------------- | ---------------- | ---------------- |
| Джерело:                                      |                  |                  |                  |                  |                  |                  |                  |                  |                  |                  |                  |                  |                  |